# Вербиця (гміна Вербиця)
Вербиця (Вежбиця, пол. Wierzbica) — село в Польщі, у гміні Вербиця Холмського повіту Люблінського воєводства. Населення — 298 осіб (2011).

## Історія
У 1921 році село входило до складу гміни Вільхівці Холмського повіту Люблінського воєводства Польської Республіки.
У 1975—1998 роках село належало до Холмського воєводства.

## Населення
За даними перепису населення Польщі 1921 року в селі налічувалося 51 будинок та 232 мешканці, з них:
- 118 чоловіків та 114 жінок;
- 193 православні, 35 римо-католиків, 4 євангельські християни;
- 74 українці («русини»), 158 поляків.

Демографічна структура станом на 31 березня 2011 року:
|          | Загалом | Допрацездатний вік | Працездатний вік | Постпрацездатний вік |
| -------- | ------- | ------------------ | ---------------- | -------------------- |
| Чоловіки | 153     | 33                 | 105              | 15                   |
| Жінки    | 145     | 26                 | 86               | 33                   |
| Разом    | 298     | 59                 | 191              | 48                   |